# كلية الزراعة والموارد الطبيعية (جامعة أسوان)
كلية الزراعة والموارد الطبيعية جامعة أسوان تم إنشاءها في عام 2013 بموجب القرار الوزاري رقم 126 لسنة 2013 وتم قبول عدد (297) طالب وطالبة.

## أقسام الكلية
- الأقتصاد والأرشاد الزراعي
- الإنتاج الحيواني والداجني
- البساتين
- أمراض النبات
- الوراثة
- الميكروبيولوجييا الزراعية
- تكنولوجيا الأغذية
- تكنولوجيا الالبان
- علم المحاصيل
- الموارد الطبيعية والزراعية

## دور الكلية
- بعض الزراعات للتجارب البحثية علي مساحة 7 أفدنة داخل الحرم الجامعى وذلك لطلاب الدراسات العليا والبحوث العلمية لأعضاء هيئة التدريس.[2]
- زراعة ألف شجرة بطريق المطار ضمن مبادرة «حنجملها» التي أطلقها محافظ أسوان التي تستهدف بالتنسيق مع كلية الزراعة بجامعة أسوان لزراعة هذه الأشجار على مسافات متساوية مع إستمرارية رعايتها وتوفير كافة إمكانيات الرى المستديم لها، مع العمل على تقليمها وتهذيبها أولاً بأول لتستمر حتى عشرات السنوات القادمة.  [3]
- إنشاء مزرعة نموذجية للثروة الحيوانية للإنتاج الحيوانى والداجنى بقرية عنيبة بمركز نصر النوبة والتى تضم 6 عنابر للإنتاج الداجنى و2عنبر للإنتاج الحيوانى على مساحة 10 أفدنة وذلك في إطار دور كلية الزراعة والموارد الطبيعية بجامعة أسوان في خدمة المجتمع وتنمية البيئة من خلال المشاركة في تحقيق الأمن الغذائى وتوفير السلع الغذائية بصفات جودة عالية من خلال توفير لحوم ودواجن بجودة عالية وبأسعار مناسبة، وكذلك لخدمة العملية التعليمية والعمل على تدريب الطلاب في هذا القطاع الاستراتيجى الذي يمثل أحد جناحى كل الزراعة مع الإنتاج النباتي.[4]